# Watusomo
Watusomo is een bestuurslaag in het regentschap Wonogiri van de provincie Midden-Java, Indonesië. Watusomo telt 2140 inwoners (volkstelling 2010).